# Aurora (condado de Florence, Wisconsin)
Aurora es un pueblo ubicado en el condado de Florence en el estado estadounidense de Wisconsin. En el Censo de 2010 tenía una población de 1.036 habitantes y una densidad poblacional de 10,43 personas por km².

## Geografía
Aurora se encuentra ubicado en las coordenadas 45°45′23″N 88°6′27″O / 45.75639, -88.10750. Según la Oficina del Censo de los Estados Unidos, Aurora tiene una superficie total de 99.33 km², de la cual 98.43 km² corresponden a tierra firme y (0.9%) 0.89 km² es agua.

## Demografía
Según el censo de 2010, había 1.036 personas residiendo en Aurora. La densidad de población era de 10,43 hab./km². De los 1.036 habitantes, Aurora estaba compuesto por el 97.97% blancos, el 0% eran afroamericanos, el 0.1% eran amerindios, el 0.58% eran asiáticos, el 0% eran isleños del Pacífico, el 0.1% eran de otras razas y el 1.25% pertenecían a dos o más razas. Del total de la población el 0.48% eran hispanos o latinos de cualquier raza.